# Muscolo (arma)

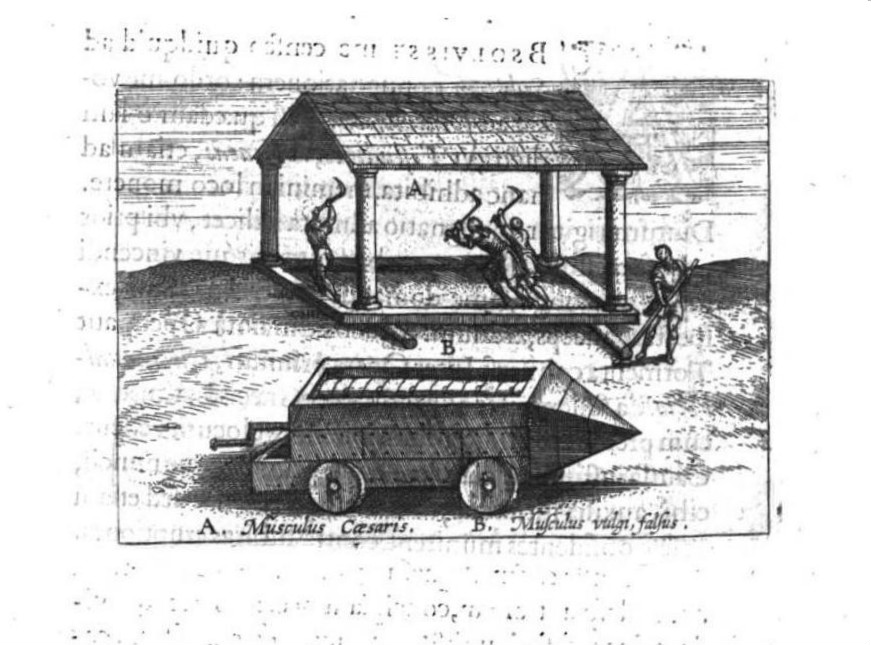
Immagine di muscolo dal Poliorceticon sive De machinis tormentis telis. Libri quique (1596) di Justus Lipsius

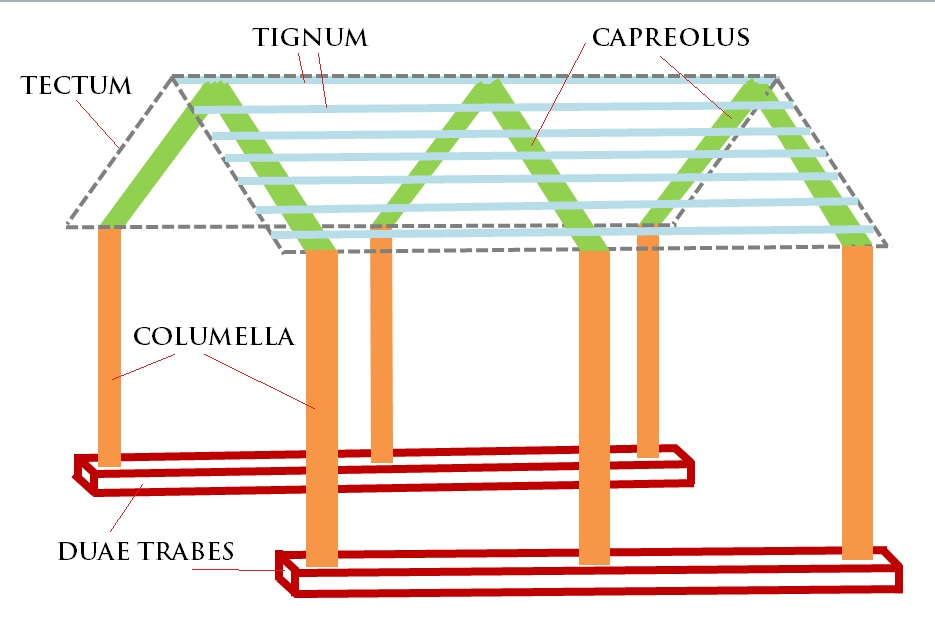
La struttura di un muscolo dell'esercito romano per l'assedio di Marsiglia nel 49 a.C.

Il muscolo (dal latino musculus) era un'arma d'assedio in forza all'esercito romano. Si trattava di una struttura in legno con tettoia (mattoni coperti di cuoio e materassi), in pratica una capanna, spostata tramite un sistema di rulli. Veniva utilizzato dai legionari per avvicinarsi alle mura di una struttura fortificata vanificando l'eventuale ricorso degli assediati ad armi da tiro o da getto. Una volta a contatto della struttura nemica, il muscolo fungeva da riparo mentre i soldati romani intaccavano le fondazioni delle mura o colmavano il fossato per permettere l'uso della rampa d'assedio.

## Storia
Plinio il Vecchio racconta che il nome del musculus deriverebbe da un animaletto marino uso accompagnarsi alle balene: il "topo marino", oggi molto cautelativamente identificato con il Pesce pilota.
La prima chiara menzione del musculus e del suo utilizzo da parte dell'esercito romano si trova nel De bello civili di Gaio Giulio Cesare:
(Cesare, Gaio Giulio (I secolo a.C.), De bello civili, II, 10.)
Il musculus di cui parla il testo cesariano fu una delle tante opere cosiddette ossidionali (cioè attinenti all'assedio) realizzate dall'esercito del dittatore durante l'Assedio di Marsiglia del 49 a.C.. Si trattava di una delle tante possibilità note ai genieri romani, non certo di un'invenzione sviluppata ad hoc dagli ingegneri di Cesare.
Il momento preciso in cui i Romani iniziarono a servirsi del muscolo non è ad oggi noto. Con buona probabilità questo particolare apparato ossidionale divenne noto ai soldati Romani, forse inventato dagli stessi genieri romani, nel corso del III secolo a.C., quando cioè Roma iniziò a beneficiare in modo massiccio dell'afflusso di cultura e tecnologia greche conseguente al contatto con i domini ellenici concomitante alle guerre puniche. Fu durante l'assedio di Lilibeo (250 a.C.) che l'esercito romano diede per la prima volta prova di un'efficace dimestichezza nell'uso dell'arte ossidionale. Sfortunatamente, il maggior cronista dei fatti, il greco Polibio, non si profuse in particolari relativi ai macchinari messi in opera dagli assedianti. L'esito delle opere ossidionali romane a Lilibeo, la demolizione di alcune delle torri della cinta muraria cittadina, potrebbe, con buona probabilmente, aver richiesto l'utilizzo di uno o più musculi.

## Costruzione
Da un punto di vista funzionale, il musculus era concettualmente molto simile alla vinea ma si trattava di un'arma d'assedio ingegneristicamente molto più raffinata:
- era interamente realizzata in legno (struttura portante, pareti laterali e tettoia) con perimetro quadrato o circolare. Si trattava, in buona sostanza, di una solida capanna;
- disponeva di una copertura multistrato per prevenirne la distruzione ad opera di pesanti proiettili o del fuoco. La tettoia, a doppio spiovente, era infatti coperta di mattoni e sassi cementati con della malta, poi celati da pieghe di cuoio a loro volta superiormente coperte da dei materassi[6];
- veniva spostato verso la struttura fortificata nemica grazie ad un sistema di rulli, come fosse una nave.

### Fonti
- Cesare, Gaio Giulio (I secolo a.C.), De bello civili.
- Plinio il Vecchio (I secolo), Naturalis Historia.
- Vegezio (V secolo), Epitoma rei militaris.

### Studi
- Abranson E. [e] Colbus, J.P. (1979), La vita dei legionari ai tempi della guerra di Gallia, Milano.
- Cascarino, G. (2008), L'esercito romano. Armamento e organizzazione : v. II - Da Augusto ai Severi, Rimini, Il Cerchio, ISBN 9788884741738
- Connolly P. (1976), L'esercito romano, Milano.
- Connolly, P. (1998), Greece and Rome at war, Londra, ISBN 1-85367-303-X.